# Charles Delahay
Frederick Charles „Charlie“ Delahey (19. března 1905, Pembroke, Ontario – 17. března 1973, Muskoka, Ontario) byl kanadský hokejový útočník.
V roce 1928 byl členem kanadského hokejového týmu, který získal zlatou medaili na zimních olympijských hrách.

## Reprezentační statistiky
| 1928 | Kanada | OH | 2 | 0 | 0 | 0 | — |